# 寺内健
寺內健（TERAUCHI Ken，1980年8月7日—）是日本男子跳水運動員，兵庫縣出生，現就讀於甲子園大学大学院。

## 簡歷
从1996年亚特兰大奥运会开始直到2021的2020东京奥运，一共代表日本参加六届奥运会跳水项目（2012年伦敦奥运会除外）。
2014年9月，寺內健代表日本參加在韓國仁川舉行的亞洲運動會跳水比賽。
2015年4月，寺內健在國際泳聯跳水大獎賽聖胡安站，連奪3米彈板和雙人3米彈板冠軍。

## 主要比賽成績
2008年的北京奧運會，獲得男子單人跳板決賽—第11名
只列出曾進入三甲的國際賽事成績：
| 年份   | 賽事               | 項目        | 拍檔   | 成績   | 成績 |
| ------ | ------------------ | ----------- | ------ | ------ | ---- |
| 2015年 | 跳水大獎賽聖胡安站 | 3米彈板     | －     | 424.65 | 冠軍 |
| 2015年 | 跳水大獎賽聖胡安站 | 雙人3米彈板 | 坂井丞 | 378.27 | 冠軍 |

## 外部連結
- 寺内健在国际奥林匹克委员会的资料